# Jamón endiablado
El jamón endiablado o jamón del diablo es un alimento para untar hecho a base de pernil y lomo de cerdo.
Se considera un paté, ya que en aquel su consistencia es bastante más pastosa mientras que en este su consistencia es ligeramente granulosa.

## Orígenes
Sus orígenes se remontan a finales del siglo XIX cuando William Underwood, ingeniero inglés (1787-1864), ideó un método de conservación de carnes enlatadas. Envasó un lote de carne de cerdo picada en una lata, la cual se convirtió en una pasta de consistencia untuosa y se le dio el nombre de Deviled Ham (que significa literalmente jamón del diablo).

## Composición
Se compone principalmente de carne de pernil y lomo de cerdo, los cuales están aderezados con sal, azúcar y diversas especias. 
Según datos oficiales, contiene 25% de grasas.

## Usos
Es común utilizarlo untado sobre pan, crackers, arepas, etc. También es típico mezclarlo con salsa cóctel (es la llamada salsa diabla) o bien con salsa de tomate para pastas. Incluso, también se puede mezclar con ketchup o mayonesa.

## Popularidad
En Venezuela goza de gran popularidad, tanto así que en dicho país se le conoce con el nombre de diablitos, el cual es producto del fenómeno de marca vulgarizada debido a que es una marca comercial. De hecho, al comenzar su producción nacional en 1961 (antes de esa fecha era un producto importado) se comercializaba bajo dicha marca, lo cual originó un monopolio temporal cuya consecuencia fue el mencionado fenómeno de vulgarización. Años más tarde surgieron marcas como Plumrose, Festival, Yarecito y Oscar Mayer que diversificaron el mercado. Desde entonces, el producto original tomó como marca Diablitos Under Wood.